# Mioawateria watsoni
Mioawateria watsoni é uma espécie de gastrópode do gênero Mioawateria, pertencente a família Raphitomidae.